# Атаманка (Краснодарский край)
Атаманка — хутор в Тихорецком районе Краснодарского края России. Входит в состав Юго-Северного сельского поселения.
Население 13 чел. (2010), число хозяйств — 14 (2007).

## География
Протекает река.

## Население
| 2002 | 2010 |
| ---- | ---- |
| 12   | ↗13  |